# Річард Армітедж (актор)
Річард Кріспін Армітедж (англ. Richard Crispin Armitage) (народився 22 серпня 1971) — англійський теле- та театральний актор, прославився у Великій Британії після головної ролі Джона Торнтона у місцевому телесеріалі Північ та Південь(2004). Проте міжнародне визнання Армітедж отримав після ролі короля гномів Торіна Дубощита у трилогії Пітера Джексона «Гоббіт». Іншими відомими ролями були Джон Проктор у п'єсі Артура Міллера «Суворе випробування», Френсіса Долархайда у американському телесеріалі «Ганнібал», Лукаса Норта у британській телевізійній драмі «Spooks», Джона Портера у британському драматичному телесеріалі «Удар у відповідь» та Гая Гісборна у британській телевізійній драмі «Робін Гуд». Недавно він озвучив Тревора Белмонта у мультсеріалі Кастлванія, адаптованому Netflix.
Після закінчення  Лондонської академії музичного та драматичного мистецтв, Армітедж спочатку грав у театрі та був членом Королівської шекспірівської компанії. Проте, коли зауважив, що головні ролі віддають відомим акторам, на чиє ім'я приходить публіка, він перейшов у кіно та телебачення. Після дванадцяти років, здобувши визнання Армітедж повернувся на сцену у 2014, де зіграв свою першу головну роль у великій постанові -  Джона Проктора із «Суворого випробування», постановка The Old Vic. За це його номіновано, як кращого актора, на Премія Лоуренса Олів'є.
Баритон Армітеджа є однією з його торгових марок. Він працює при озвученні з 2006 року. Під час роботи над телесеріалом Робін Гуд, його попросили записати аудіокниги для першого сезону цього серіалу. Після того Армітедж записав багато відомих аудіокниг та працював оповідачем на багатьох теле- та радіошоу, рекламі.

## Ранні роки та освіта
Армітедж народився в Лестері, Англія, молодший син у сім'ї секретаря Маргарет та інженера Джона Армітеджа. У Річарда є старший брат Кріс. Після закінчення громадської початкової школи Ханкоте, Ханкоте, Блейбі, Лестершир він перейшов у місцеву загальноосвітню школу — Коледж Брокінгтон у Едрербі, Лестершир.
У Бруклінгтоні Армітедж проявив інтерес до музики — грав на віолончелі у школі та місцевих оркестрах, навчався гри на флейті. У чотирнадцять він отримав грант від місцевої влади Лейстерширу, що дозволило матері перевести його до Коледжу Петтісон  у Ковентрі, an незалежна школа-інтернат, що спеціалізується на мистецтві, щоб він міг зосередитися на драмах та танцях.
На момент її закінчення Армітедж отримав Рівень А у музиці та англійській мові, та акторський досвід у місцевих аматорських та професійних постановках: Сніговий човен (англ. Showboat),  «Половина шестипенсовика», «Орфей і підземний світ» (у ролі Діоніса) і «Гобітта» (у ролі Торіна Дубощита) у театрі Нова Олександра (більш відомий як «The Alex»), Бірмінгем.

## Кар'єра

### 1988—2003: Рання робота
Після закінчення Коледжу Паттісон in 1988, Армітедж шість місяців працював у Нічному цирку у Будапешті для отримання картки Equity, тогочасної вимога для фахівці з розваг, що працюватимуть у Великій Британії. Повернувшись до Англії, він продовжував кар'єру в музичному театрі — працював асистентом хореографа.
У 1992 році Річард почав сумніватись в тому, що музичний театр був правильною кар'єрою, тому з 1993 він  став навчатись акторській майстерності у Лондонській академії музичного та драматичного мистецтва (LAMDA). «Мені потрібно було зробити щось набагато правдивіше, ніж музичний театр. Для мене це було трохи театрально, і все про стояння на сцені та демонстрації. Я шукав щось інше, тому я повернувся до драматичної школи.»
Після закінчення трирічної програми LAMDA він повернувся на сцену на другорядну роль у Макбеті та  The Duchess of Malfi виробництва Royal Shakespeare Company, «Гамлеті» та «Four Alice Bakers» у Репертуарному театрі Бірмінгему. У той же час він грав невеликі ролі на телебаченні та у кіно. У 2002 Річард зіграв у «Use Me As Your Cardigan» виробництва Charm Offensive.
Цього ж року Армітедж зіргав у його першій великій телевізійній ролі, як  Джон Стендрінг у драмі виробництва BBC Будинок акул (2002). «Це був перший раз, коли я пішов на прослуховування за певним персонажем... Це була мала роль, але це було щось, що потрапило мені в зуби … я не міг повернутися. Я знав, що мені треба буде до усього підходити так само». Після цього він грав допоміжні ролі в телепрограмах «Between the Sheets», Cold Feet (сезон 5) та Еліта спецназу (сезон 2).

### 2004–10: Успіх на телебаченні
Навесні 2004, Армітедж зіграв свою першу головну роль як власник текстильної фабрики Джон Торнтон у телесеріалі BBC «Північ та Південь» авторства Елізабет Гаскелл. Режисер та продюсери мали виставити малознайомого актора для своєї провідної ролі (він був першим актором прослуховування на роль), але їхній інстинкт виявився правильним. «Північ та Південь» був несподіваним успіхом, і Армітедж тієї ночі став сенсацією у Великій Британії. Його називали новим «Містером Дарсі» (посилаючись на «пана Дарсі» Коліна Ферта, якого багато хто вважає основним романтичним головним героєм). Армітедж ніколи не сприймав Джона Торнтона як ідеальним романтичним героєм і був здивований  такою реакцією. Натомість він сказав, що його особисто зацікавила роль, оскільки його родина його батька була ткачами. Він вказував на дуалізм Торнтона, який захопив його у персонажі. «Мене захоплює споглядання дихотомії між потужним, майже жахливим, підприємцем та таким вразливим хлопчиком».

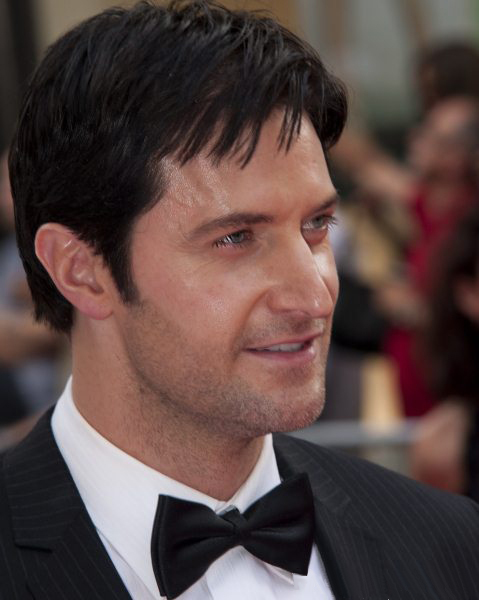
Річард Армітедж у 2010 на церемонії нагородження премії BAFTA TV

У 2005, він грав Пітера Мак Даффа у Макбеті у серіалі BBC. Він гав у Імпресіоністах, грав молодого Клода Моне, та Доктора Алека Трека  у медичному серіал про роботу Авіаційної екстреної медичної допомоги Лондона  «Золота година». Його перша істотна роль у фільмах була в самостійному фільмі Замерзлі.
У 2006, Армітедж грав Гая Гісборна у серіалі BBC «Робін Гуд», що знімався повністю в  Угорщині. «Щоб зберегти характер Гая, ви повинні знайти конфлікт у ньому. Він роздирає між добром і злом, між тими, хто хоче бути і хто він насправді. Він міг бути добрим чоловіком, але він постійно потурає своїй смертельній ваді — він хоче слави будь-якою ціною». Наближаючись до третьої серії, він сказав, «Мені подобається грати в нього, але з таким персонажем, як Гісборн, якщо ти даєш йому те, що йому потрібно, то таким чином все закінчиться. Цей персонаж цікавий лише тоді, коли він не отримує те, що хоче, незалежно від того, чи це влада, гроші чи дівчина». Третій, останній сезон Робіна Гуда почався 28 березня 2009.
20 травня 2009, Армітедж з'явився на BBC1 у драмі Moving On як Джон Малліган.
У травні 2010, Армітедж знімається у ролі колишнього бійця Спеціальної повітряної служби Британської армії Джона Портера в «Ударі у відповідь» Зйомки проходили у Південній Африці. Армітедж виявив, що основне випробування полягає в тому, щоб показати, як персонаж може бути тренованим убивцею, маючи сімейне та домашнє життя. «Врешті-решт, це був персонаж, у якому мене приваблювала історія людини, яка приймає рішення під тиском, і це рішення має ударну дію на все життя» сказав Річард. «Він йде в пошуках спокути, як і раніше вважає, що він зробив правильні речі, навіть якщо це коштувало життя трьох його друзів… Там гнів і є несправедливість. Це наче, „Я зробив правильну річ, з неправильним результатом“».

### 2010–по теперішній час
21 жовтня 2010, Пітер Джексон анонсував Армітеджа у ролі Торіна Дубощита у кінотрилогії «Гоббіт». Основна зйомка в Новій Зеландії тривала з березня 2011 року по липень 2012 року (розбиті на три знімальні блоки з перервами між собою). Усі три фільми вийшли в грудні, починаючи з «Хоббіт: Несподівана подорож» у 2012, «Хоббіт: Пустка Смога» у 2013 та «Хоббіт: Битва п'яти воїнств» у 2014. Армітедж вважав, що це чудова можливість, зважаючи, що він виріс на цих книгах. Він зізнався, що одним з його перших персонажів був ельф у Гоббіті у театрі «Alex» у Бірмінгемі. Він описує характер Торіна як складний і недосконалий, «хтось, що мав сумніви та побоювання, він мав ніжну сторону, можливо, самотню сторону». Він зазначає, що сцена з Баліном в Bag End показує внутрішню чутливість персонажа та страх невдачі, «не вдалося, де його батько та його дідусь також не змогли».
Негайно після завершення зйомки Гоббіта, Армітедж полетів до Детройту, аби взяти участь у фільмі «Шторму назустріч» у ролі Геррі Фуллера, викладача з двома підлітковими синами. Фільм виробництва New Line вийшов на екрани у серпні 2014.
У інтерв'ю за вересень 2014, Армітедж виявив, що буде грати короля Олерона у Алісі в Задзеркаллі. Фільм вийшов у травні 2016.
У жовтні 2014 року Армітедж провів чотири тижні зйомки фільму «Сновида»(англ. Sleepwalker) у районі Лос-Анджелесу. У цьому психологічному трилері, Роджер грає доктора Скотта Вайта, молодшого лікаря у центрі сну. Досі не вказано дату випуску.
З січні 2015 Річард грав серійного вбивцю Френсіса Долархіда у телесеріалі «Ганнібал», Зйомки проходили у Торонто з січня по квітень. Армітедж з'являється у останніх шести епізодах третього сезону, заслуживши високу оцінку, широке визнання і кілька нагород у номінації, включаючи дві перемоги.
Після закінчення «Ганнібала» в кінці квітня 2015, приєднався до знімальної групи Паломництво у Ірландії. Він грав Сера Раймонда Де Мервілля, французького нормандська 13-го століття, який намагається захистити групу монахів, які супроводжували священну реліквію з Ірландії до Риму Зйомки пізніше перемістились у Арденни
13 травня 2015 стало відомо про участь Річарда у «Clearance», першому англомовному фільмі фінського режисера Аку Лоухіміса у Південній Африці. Це драматичний пригодницький фільм про досвідченого експерта шахтної справи на ім'я Рей (Армітедж) та його вагітну партнерку (Наомі Гарріс) яких викрали у Південному Судані. Джерела відрізняються тим, чи Рій змушений перетинати величезне мінне поле, щоб отримати його свободу чи Рей і його партнер втечуть через величезне мінне поле.
12 липня 2015, Армітедж що він збирається почати знімати у «Brain on Fire» у Ванкувері, Канада. Подальші випуски новин надали більше інформації про його роль «Великої людини» Том Кахалана, батька головної героїні історії з життя молодої журналістки Сюзанни Кахалан про її раптове незрозуміле божевілля та одиннадцятигодинну постановку діагнозу одним лікарем. Зйомки почались 13 липня 2015. Прем'єра «Brain on Fire» відбулась на Міжнародному кінофестивалі у Торонто 14 вересня 2016 року.
Армітедж зіграв головну роль Даніеля Міллера у серіалі «Берлінська резидентура». Його персонаж, мозковий аналітик з Лендлі, новий агент ЦРУ під прикриттям, завданням якого є знайти «крота» у Берліні. Зйомки переважно проходили у Берліні з листопада 2015 по квітень 2016, частина з них була на Канарських островах. Прем'єра серіалу відбулась на Epix (Epix) наприкінці 2016.
13 липня 2016, компанія Roundabout Theatre анонсувала участь Армітеджа у ролі Кеннета у американській прем'єрі «Love, Love, Love» сценариста Майкла Барнлета. Це перша головна роль актора на америкнській театральній сцені.
У січні 2017, приєднався до знімальної групи «Восьми подруг Оушена».

### Оповідач
Армітедж вперше почав працювати при озвученні при роботі у телевізійній драмі Робін Гуд 2006 року. BBC випустило перші чотири епізоди у новелах і запропонувало Армітеджу бути оповідачему у аудіокнигах. В останні роки Армітедж також виконував велику кількість голосових робіт, серед них читання віршів для різних радіопередач і гра у радівиставі виробництва BBC Radio 4 Clarissa: A History of a Young Lady  у ролі Роберта Лавлеса у квітні 2010. Він записав одинадцять аудіокниг: шість на основі серіалу BBC про Гобіна Гуда, Bernard Cornwell's The Lords of the North, три новели Джорджет Геєр для видавництва Naxos AudioBooks (Sylvester, or the Wicked Uncle, Venetia, та The Convenient Marriage) і Гамлет, принц дацький: новела. Він озвучував документальні фільми на телебаченні: Homes from Hell, Empire's Children, Too Poor for Posh School?, The Great Sperm Race, Forest Elephants: Rumble in the Jungle, Surgery School, and Elsa: The Lioness That Changed the World. У 2011 він озвучував серіали про флагман Військово-морських сил Великої Британії HMS Ark Royal, 125 Years of Wimbledon: You Cannot Be Serious, та Fraud Squad. Він також забезпечував озвучення багато радіо- та телевізійних рекламних оголошень.

### Зв'язок із Річардом III
Армітедж сподівався грати у драмі про Річарда III. Армітедж народився на річницю Битви при Босворді, де власне і убили Річарда ІІІ, він казав: «Я вважаю, що це чудова історія, соціально-політичний трилер, любовна історія та династична трагедія». Він вважає, що історія може бути розказана як серіалі з двадцяти мінісерій. Сценарій розроблявся з 2010 року і  «багато людей … зацікавлені [у його виробництві], але немає нікого, хто буде робити крок на газ». Нещодавно Армітедж заявив, що він все ще зацікавлений в проекті, хоча він має застереження, що він може бути надто високим і занадто старим, щоб грати Річарда III.

## Особисте життя
Армітаж здійснив камінг-аут перед родиною у віці 19 років. У 2023 році він публічно розкрив, що має партнера-чоловіка.

## Акторський стиль
Армітедж описав себе як методичного актора."Так, я думаю, що я є. У певному сенсі це трохи ледаче, тому що це означає, що ти не змушений робити вигляд — тобі просто треба вірити.  Наскільки це можливо, я думаю, що я намагаюся входити і виходити, але я не один з тих людей, які не можуть розмовляти з іншими людьми, тому що я в моєму образі, але я, звичайно, залишаюся з персонажем, так. Він завжди там. Це як маринування щось — ви сидите в маринаді весь час." Він також говорив, що мріяв як його персонаж під час гри Джона Портера і Торіна Дубощита. Однак нещодавно він відмовився від лейбла «методичний актор». «Я думаю, що я зосереджений актор. Тому для того, щоб виконувати мою роботу протягом дня, особливо з таким персонажем, я повинен сконцентруватися. Так що мова йде про перебування на сцені, залишаючись у моїй голові на сцені і намагаючись зберегти персонажа зі мною. Це не означає, що я не можу розмовляти або піти та зробити собі чашку кави. Але я дійсно залишаюся з персонажем на 18 місяців.»
Він часто говорить про розвиток і виявлення дуалізму у своїх персонажах. «Якщо мені запропонують роль героя, я негайно шукаю антигероя всередині!… Я бачу все з ззовні і з середини.» Армітедж створює «щоденники персонажів» з цілими біографіями тих персонажів, яких він грає. «Мені було важливо розробити фон для мого персонажа, який буде корисний для всієї подорожі. Багато чого з цього секретно, і ніхто не може це прочитати. Це корисно для мене. Якщо ви граєте щось довгострокове та роль, яка має майбутнє, це майже так, як ви повинні посадити садити сад, до якого вам потрібно буде повернутися в якийсь момент. Якщо Ви не закладете його вчасно, це буде проблемою.»

## Фільмографія

### Фільми
| Рік  | Назва                           | Роль                    | Примітки                                                               | Ref.   |
| ---- | ------------------------------- | ----------------------- | ---------------------------------------------------------------------- | ------ |
| 1999 | Зоряні війни: Прихована загроза | Naboo fighter pilot     |                                                                        | [ 89 ] |
| 1999 | Staged                          | Daryl Newman            | Short film                                                             | [ 90 ] |
| 1999 | This Year's Love                | Smug Man at Party       |                                                                        |        |
| 2005 | Frozen                          | Steven                  |                                                                        |        |
| 2011 | Перший месник                   | Heinz Kruger            |                                                                        |        |
| 2012 | Хоббіт: Несподівана подорож     | Thorin Oakenshield      |                                                                        |        |
| 2013 | Хоббіт: Пустка Смога            | Thorin Oakenshield      |                                                                        |        |
| 2014 | Шторму назустріч                | Gary Fuller             |                                                                        |        |
| 2014 | Хоббіт: Битва п'яти воїнств     | Thorin Oakenshield      | Win—Сатурн for Best Supporting Actor in a film                         |        |
| 2014 | The Crucible                    | John Proctor            | Film capturing live stage performance of the production at The Old Vic | [ 91 ] |
| 2015 | Urban and the Shed Crew         | Chop                    |                                                                        |        |
| 2016 | Аліса в Задзеркаллі             | King Oleron             |                                                                        |        |
| 2016 | Brain on Fire                   | Tom Cahalan             |                                                                        |        |
| 2017 | Sleepwalker                     | Dr. Scott White         |                                                                        |        |
| 2017 | Паломництво                     | Sir Raymond De Merville |                                                                        |        |
| 2018 | Вісім подруг Оушена             | Claude Becker           |                                                                        |        |
| 2019 | Будиночок                       | Річард                  |                                                                        |        |
| 2019 | Моя Зоя                         | Джеймс                  |                                                                        |        |
| 2021 | Космічні чистильники            | Джеймс Салліван         |                                                                        |        |
| 2022 | The Man from Rome               | Отець Кварт             |                                                                        |        |

### Телебачення
| Рік          | Назва                                      | Роль                 | Примітки | Ref.                                 |
| ------------ | ------------------------------------------ | -------------------- | --- | ------------------------------------ |
| 1992         | Boon                                       | Man in pub           | Series 7, Episode 6: «Message in a Bottle»; uncredited                                                                                              |                                      |
| 1999         | Cleopatra                                  | Epiphanes            | Television miniseries |                                      |
| 2001         | Macbeth                                    | Angus                | Television film |                                      |
| 2001         | Doctors                                    | Dr. Tom Steele       | Series 4, Episodes 58 & 59: «Good Companions» & «Cat's Out of the Bag»                                                                              | [ 92 ]                               |
| 2001         | Casualty                                   | Craig Parker         | Series 16, Episode 17: «Playing with Fire» |                                      |
| 2002         | Spooks                                     | Armed police officer | Series 1, Episode 4: «Traitor's Gate» | [ 93 ]                               |
| 2002         | Sparkhouse                                 | John Standring       | BBC drama, television film |                                      |
| 2003         | Cold Feet                                  | Lee Preston          | Series 5, Episodes 1–6 |                                      |
| 2003         | Ultimate Force                             | Capt. Ian Macalwain  | Series 2, Episodes 2–6 |                                      |
| 2003         | Between the Sheets                         | Paul Andrews         | ITV miniseries |                                      |
| 2004         | North & South                              | John Thornton        | BBC miniseries |                                      |
| 2005         | The Inspector Lynley Mysteries             | Philip Turner        | Series 4, Episode 1: «In Divine Proportion» |                                      |
| 2005         | Malice Aforethought                        | William Chatford     | ITV drama, television film |                                      |
| 2005         | The Golden Hour                            | Dr. Alec Track       | Series 1 (4 episodes) |                                      |
| 2005         | ShakespeaRe-Told                           | Peter Macduff        | Episode 2: «Macbeth» |                                      |
| 2006         | The Impressionists                         | Young Claude Monet   | BBC docudrama, miniseries | [ 94 ] [ 95 ] [ 96 ]                 |
| 2006         | CBeebies: Bedtime Hour                     | Himself/Storyteller  | BBC children's series, 5 episodes | [ 97 ] [ 98 ] [ 99 ] [ 100 ] [ 101 ] |
| 2006–2009    | Robin Hood                                 | Guy of Gisborne      | Series 1, 2 & 3 (37 episodes) | [ 102 ]                              |
| 2006–2007    | The Vicar of Dibley                        | Harry Kennedy        | Christmas Special: «The Handsome Stranger» Christmas Special: «The Vicar in White» Comic Relief Special: «Wife Swap»                                | [ 103 ]                              |
| 2007         | Inspector George Gently                    | Ricky Deeming        | Pilot episode: «Gently Go Man» | [ 104 ]                              |
| 2007         | Miss Marie Lloyd — Queen of The Music Hall | Percy Courtenay      | BBC drama, television film | [ 105 ]                              |
| 2007         | Agatha Christie's Marple                   | Philip Durrant       | Series 3, Episode 2: «Ordeal by Innocence» | [ 106 ]                              |
| 2008–2010    | Spooks                                     | Lucas North          | Series 7–9 (25 episodes) |                                      |
| 2010         | Chris Ryan's Strike Back                   | John Porter          | Series 1 (6 episodes) |                                      |
| 2009         | Moving On                                  | John Mulligan        | Series 1, Episode 3: «Drowning not Waving» | [ 107 ]                              |
| 2011         | Strike Back: Project Dawn                  | John Porter          | Series 2, Episode 1 |                                      |
| 2015         | Hannibal                                   | Francis Dolarhyde    | Season 3, Episodes 8–13 Win—Saturn Award for Best Supporting Actor on a television series and Fangoria Chainsaw Awards for Best TV Supporting Actor |                                      |
| 2016–present | Berlin Station                             | Daniel Miller        | Main role |                                      |
| 2017—2021    | Кастлванія                                 | Trevor Belmont       | Main role; voice role |                                      |
| 2020         | Незнайомка                                 | Адам Прайс           | Мінісеріал |                                      |
| 2022         | Тримайся ближче                            | Рей Левін            | Мінісеріал |                                      |
| 2023         | Одержимість                                | Вільям Ферроу        | Мінісеріал |                                      |
| 2024         | Твоя перша остання брехня                  | Джо Беркетт          | 8 епізодів |                                      |

### Театр (вибране)
| Рік       | Назва                                                     | Роль                              | Драматург                       | Місце проведення | Примітки | Ref.            |
| --------- | --------------------------------------------------------- | --------------------------------- | ------------------------------- | --- | --- | --------------- |
| 1995      | The Long and the Short and the Tall                       | Macliesh                          | Willis Hall                     | Actors' Centre's Tristram Bates Theatre                                                                                | |                 |
| 1995      | The Real Thing                                            | Henry                             | Tom Stoppard                    | Old School Manchester                                                                                                  | |                 |
| 1995      | Six Degrees of Separation                                 | Flan                              | John Guare                      | Old School Manchester                                                                                                  | |                 |
| 1995      | Death of a Salesman                                       | Biff                              | Arthur Miller                   | Old School Manchester                                                                                                  | |                 |
| 1998      | Hamlet                                                    | Bernardo                          | William Shakespeare             | Birmingham Repertory Theatre                                                                                           | Opened on 22 September 1998 for three-week run. | [ 108 ]         |
| 1999      | The Four Alice Bakers                                     | Young Richie Baker                | Fay Weldon                      | Birmingham Repertory Theatre                                                                                           | Ran from 23 February to 13 March 1999. | [ 109 ]         |
| 1999–2000 | Macbeth                                                   | Angus                             | William Shakespeare             | Swan Theatre (Stratford); Theatre Royal, Brighton; Theatre Royal, Bath; The Globe Tokyo; Young Vic; Long Wharf Theatre | Royal Shakespeare Company Opened 2 November 1999 in Stratford; Brighton (24-29 Jan 2000); Bath (1-5 Feb 2000); Tokyo (24 March to 8 April 2000); London (10 April to 3 June 2000); New Haven, USA (15–25 June 2000). | [ 110 ] [ 111 ] |
| 2000–2001 | The Duchess of Malfi                                      | Delio                             | John Webster                    | Barbican Theatre; various UK theatres; Royal Shakespeare Theatre                                                       | Royal Shakespeare Company Opened 10 November 2000 in London; UK tour; Stratford (6 February to 3 March 2001). | [ 112 ]         |
| 2002      | Use Me As Your Cardigan                                   | Jez                               | Samantha Ellis                  | Jacksons Lane | Ran from 19 February to 9 March 2002. |                 |
| 2010      | The Twenty Four Hour Plays Celebrity Gala: The Third Wish | Dennis/Himself                    | Stephen Beresford               | The Old Vic | Fundraising event. The first of six short plays performed on 21 November 2010. | [ 113 ]         |
| 2014      | Pinter/PROUST: Remembrance of Things Past                 | Swann, Journalist, Brothel Patron | Harold Pinter and Marcel Proust | 92nd Street Y Unterberg Poetry Center                                                                                  | Staged reading. Performed on 16 January 2014 as part of the centenary celebrations commemorating the publication of Swann's Way.                                                                                     | [ 114 ]         |
| 2014      | The Crucible                                              | John Proctor                      | Arthur Miller                   | The Old Vic | Ran from 21 June to 13 September 2014. Win—Broadway World: UK Awards for Best Leading Actor in a New Production of a Play                                                                                            |                 |
| 2016      | Love, Love, Love                                          | Kenneth                           | Mike Bartlett                   | Laura Pels Theater | Ran from 22 September to 18 December 2016. |                 |

### Дискографія
| Рік  | Назва                                | Роль         | Автор                                                                     | Примітки                                                                    |
| ---- | ------------------------------------ | ------------ | ------------------------------------------------------------------------- | --------------------------------------------------------------------------- |
| 2006 | Robin Hood: Will You Tolerate This?  | Оповідач     | Kristy Neale                                                              | 13 October 2006 by BBC Audiobooks                                           |
| 2006 | Robin Hood: Sheriff Got Your Tongue? | Оповідач     | Kay Woodward                                                              | 6 November 2006 by BBC Audiobooks                                           |
| 2006 | Robin Hood: Who Shot The Sheriff?    | Оповідач     | Jacqueline Rayner                                                         | 6 November 2006 by BBC Audiobooks                                           |
| 2006 | Robin Hood: Parent Hood              | Оповідач     | Mandy Archer                                                              | 6 November 2006 by BBC Audiobooks                                           |
| 2007 | The Lords of the North               | Оповідач     | Bernard Cornwell                                                          | First published July 2007 by Chivers Audiobooks                             |
| 2009 | Robin Hood: The Witch Finders        | Оповідач     | Rebecca Levene                                                            | April 2009 by Big Finish Productions                                        |
| 2009 | Robin Hood: The Siege                | Оповідач     | Simon Guerrier                                                            | 30 June 2009 by Big Finish Productions                                      |
| 2009 | Sylvester                            | Оповідач     | Georgette Heyer                                                           | 1 July 2009 by Naxos Audiobooks                                             |
| 2010 | Venetia                              | Оповідач     | Georgette Heyer                                                           | 1 April 2010 by Naxos Audiobooks                                            |
| 2010 | The Convenient Marriage              | Оповідач     | Georgette Heyer                                                           | 2 August 2010 by Naxos Audiobooks                                           |
| 2014 | Hamlet, Prince of Denmark: A Novel   | Оповідач     | A. J. Hartley and David Hewson                                            | 20 May 2014 by Audible.com Win—Audible Award for Best Audiobook of the Year |
| 2015 | Classic Love Poems                   | Оповідач     | William Shakespeare, Edgar Allan Poe, Elizabeth Barrett Browning and more | 9 February 2015 by Audible.com                                              |
| 2015 | The Chimes                           | Оповідач     | Charles Dickens                                                           | 11 December 2015 by Audible.com                                             |
| 2016 | David Copperfield                    | Оповідач     | Charles Dickens                                                           | 9 February 2016 by Audible.com                                              |
| 2016 | Вступ до The Turn of the Screw       | Співоповідач | Henry James                                                               | 15 March 2016 by Audible.com                                                |
| 2016 | Romeo and Juliet: A Novel            | Оповідач     | David Hewson                                                              | 6 December 2016 by Audible.com                                              |

### Радіо
- 2007: BBC Radio 4: The Ted Hughes Letters, як Ted Hughes (29 жовтня 2007)
- 2007: BBC Radio 2: A War Less Ordinary, оповідач (10 листопада 2007)
- 2010: BBC Radio 4: Clarissa: The History of a Young Lady, as Robert Lovelace (14 March 2010)[115]
- 2010: BBC Radio 3: Words and Music: Symphony of a City як оповідач (12 вересня 2010)

### Закадрове озвучення
- 2007: Channel 4: Empire's Children, оповідач (2 липня 2007)
- 2009: ITV1: Homes from Hell, оповідач (3 березня 2009)[116]
- 2009: Channel 4: The Great Sperm Race, оповідач (23 березня 2009)[117]
- 2010–11: Закадрове озвучення для Santander, теле- та радіореклама
- 2010: BBC 2: The Natural World, Forest Elephants: Rumbles in the Jungle, оповідач
- 2010—2011: Закадрове озвучення для Sky Sports HD, теле- та радіореклама
- 2010: Закадрове озвучення для General Election 2010 Leaders' Debates, радіореклама
- 2010: Закадрове озвучення для BBC Winter Olympics, теле- та радіореклама
- 2010: Закадрове озвучення для Alfa Romeo Mito, телереклама
- 2010: Закадрове озвучення для John Bull Jewelers, радіореклама
- 2010: ITV: Surgery School, оповідач
- 2010: Закадрове озвучення для Hyundai ix20, телереклама
- 2010: BBC: Lost Land of the Tiger, as narrator
- 2011: BBC: Elsa: The Lioness That eChanged the World, оповідач
- 2010: Закадрове озвучення для ActionAidUK, телереклама
- 2011: Закадрове озвучення для Pilsner Urquell, телереклама
- 2011: Discovery Channel UK: HMS Ark Royal, оповідач
- 2011: Eden Channel: Trouble in Lemur Land: Phantoms of the Forest, оповідач
- 2011: BBC2: 125 Years of Wimbledon: You Cannot Be Serious, оповідач
- 2011: Закадрове озвучення для LG Optimus 3D Smartphone, телереклама
- 2011: ITV: Fraud Squad, оповідач
- 2011: National Geographic Wild: Leopards of Dead Tree island, оповідач
- 2012: ITV: Fraud Squad, другий сезон, оповідач

## Нагороди та номінації
| Year | Work                                      | Award                     | Category                                         | Result    | Ref.    |
| ---- | ----------------------------------------- | ------------------------- | ------------------------------------------------ | --------- | ------- |
| 2009 | Spooks                                    | Golden Nymph Awards       | Outstanding Actor — Drama Series                 | Номінація |         |
| 2009 | Spooks                                    | TV Quick Awards           | Best Actor                                       | Номінація |         |
| 2011 | Venetia                                   | Audie Awards              | Best Audiobook Adaptation                        | Номінація | [ 118 ] |
| 2013 | The Hobbit: An Unexpected Journey         | SFX Awards                | Best Actor                                       | Номінація |         |
| 2014 | The Hobbit: The Desolation of Smaug       | Empire Awards             | Best Supporting Actor                            | Номінація | [ 119 ] |
| 2014 | Hamlet, Prince of Denmark: A Novel        | Audible Best of 2014      | Audiobook of the Year                            | Перемога  | [ 120 ] |
| 2014 | The Crucible                              | Broadway World: UK Awards | Best Leading Actor in a New Production of a Play | Перемога  |         |
| 2015 | The Crucible                              | What's On Stage Awards    | Best Actor in a Play                             | Номінація | [ 121 ] |
| 2015 | The Hobbit: The Battle of the Five Armies | SFX Awards                | Best Actor                                       | Номінація | [ 122 ] |
| 2015 | The Hobbit: The Battle of the Five Armies | Empire Awards             | Best Actor                                       | Номінація | [ 123 ] |
| 2015 | Hamlet, Prince of Denmark: A Novel        | Audie Awards              | Best Solo Narration — Male                       | Номінація | [ 124 ] |
| 2015 | The Crucible                              | Olivier Awards            | Best Actor                                       | Номінація |         |
| 2015 | The Hobbit: The Battle of the Five Armies | Saturn Awards             | Best Supporting Actor in a film                  | Перемога  | [ 125 ] |
| 2016 | Hannibal                                  | Critics' Choice Awards    | Best Guest Actor/Actress in a Drama Series       | Номінація |         |
| 2016 | Hannibal                                  | Fangoria Chainsaw Awards  | Best TV Supporting Actor                         | Перемога  |         |
| 2016 | Classic Love Poems                        | Audie Awards              | Best Male Narrator                               | Номінація | [ 126 ] |
| 2016 | Hannibal                                  | Saturn Awards             | Best Supporting Actor on a television series     | Перемога  |         |